# Beck József
Beck József (Budapest, 1952. február 14. –) magyar-amerikai matematikus, a Magyar Tudományos Akadémia külső tagja (2004).

## Életpályája
Szülei: Beck Jakab és Kirchner Irén. Az ELTE Természettudományi Kar (ELTE-TTK) matematikus szakát végezte el 1970–1975 között. Az MTA Matematikai Kutatóintézet munkatársa volt 1975–1983 között. 1982-ben a Stony Brook-i New York Állami Egyetemen (USA) vendégkutató volt. 1984-1990 között az ELTE Természettudományi Kar (ELTE-TTK) Számítógéptudományi Tanszékének kutatója lett. 1984-1985 között a londoni Imperial College-ban volt vendégkutató. 1986-ban meghívott előadó volt a berkeley-i Kaliforniai Egyetemen (USA) rendezett matematikus világkongresszuson. 1990-től a Rutgers Egyetem professzora.

### Munkássága
Kombinatorikával, diszkrepanciaelmélettel, diszkrét geometriával foglalkozik.

## Művei
- J. Beck, W. W. L. Chen: Irregularities of Distributions, 1987

## Díjai, kitüntetései
- A matematikai tudományok kandidátusa (1981)
- Erdős Pál-díj (1983)
- Rényi-díj (1984)
- Akadémiai Matematikus Díj (1984)
- Fulkerson-díj (1985)
- A matematikai tudományok doktora (1993)